# Drezdenko
Drezdenko (in tedesco Driesen) è un comune urbano-rurale polacco del distretto di Strzelce-Drezdenko, nel voivodato di Lubusz.
Ricopre una superficie di 399,9 km² e nel 2004 contava 17 296 abitanti.